# 漢堡 (密蘇里州)
漢堡（英語：Hamburg）是位於美國密蘇里州聖查爾斯縣的鬼鎮。

## 歷史
漢堡的郵局於1851年設立，其後於1941年停運。

## 地理
漢堡所處的海拔為高於海平面180米（即591英呎），而該地所採用的時區為UTC-6，即北美中部時區（CST）。同時該地設有夏令時間，為UTC-6調快一小時，即UTC-5（CDT）。